# Lustro (album)
Lustro – drugi album studyjny Gosi Andrzejewicz, wydany w 2006 roku.

## O albumie
W tekstach Gosia poruszyła tematy takie jak aborcja ("Ty decyduj") i emigracja ("Zło"). Album promowały single "Trochę ciepła" i "Lustro". Wydanie płyty poprzedzono castingiem na zdjęcie, które miało znaleźć się na okładce. Zarówno okładkę, jak i tytuł trzymano w tajemnicy aż do premiery albumu. Ostatecznie okazało się, że na okładce płyty umieszczone zostało autentyczne lustro, tak by każdy fan mógł znaleźć się na okładce. Płyta dotarła do 17. miejsca listy sprzedaży OLiS, spędzając na niej łącznie 9 tygodni. Album otrzymał miano złotej płyty i został nominowany w plebiscycie Superjedynki w kategorii Płyta Pop.

## Lista utworów
1. "Intro" — 1:45
2. "Lustro" — 3:38
3. "Ty decyduj" — 3:15
4. "Trochę ciepła" — 3:42
5. "Siła marzeń" — 3:43
6. "Piękno" — 3:16
7. "Latino" — 3:04
8. "Blisko bądź" (feat. Doniu & Liber) — 3:02
9. "Refleksje M." — 3:18
10. "Zło" — 3:18
11. "Zanim powiesz" — 3:49
12. "Outro" — 2:01
13. "Pozwól żyć" (feat. Sznaju) — 3:22
14. "Ciacho" — 3:03
15. "Lo specchio dei ricordi" — 3:38

## Pozycja na liście sprzedaży
| Kraj   | Lista sprzedaży (2006)    | Najwyższa pozycja |
| ------ | ------------------------- | ----------------- |
| Polska | Oficjalna Lista Sprzedaży | 17                |